# Niekurza
Niekurza – wieś w Polsce położona w województwie świętokrzyskim, w powiecie staszowskim, w gminie Osiek.
W latach 1975–1998 miejscowość administracyjnie należała do województwa tarnobrzeskiego.
W bezpośrednim sąsiedztwie wsi przebiegają wały wiślane, a przez wieś biegnie droga gminna nr 4233001 do Szwagrowa, nr 4233002 do owych wałów wiślanych i nr 4233020 do wysiółka Glinki.

## Historia
Stara wieś piastowska o ciekawej, interesującej historii. Z zapisków Liber Beneficiorum... (1470–1480) Joannisa Długosza wynika że, Niekurza wchodziła w skład archidiakonatu sandomierskiego, i była zobowiązana do płacenia odpowiedniej dziesięciny na rzecz prepozytury wiślickiej, której częścią były ówczesne beneficja kościelne Szydłowa. Leżała wówczas na terenie parafii Gawłuszowice wraz z następującymi wioskami: Gawłuszowice, Kliszów, Brzyście, Klyschowska Wolya, Krzemienica, Kębłów, Zaduszniki, Zdaków, Dziewiątle, Sczukomlothi, Byelsch z promem we Zdakowie. Gdy w 1215 roku, owa parafia powołała fundusz na rzecz utworzenia nowego kościoła w Obichowie w jego skład weszła również Niekurza. W późniejszych latach figuruje naprzemiennie jako parcela gruntowa na rzecz Kliszkowa, wraz z następującymi wioskami: Gawłuszowice, Dziewiątle, Kliszów, Zdaków, Szczukomlothy, Zaduszniki, Kębłów, Borki, Brzyście, Krzemienica i Wolica.
W czasach Jana Długosza należała już do dóbr biskupów krakowskich. Nie było tu ani folwarku, ani karczmy, ani zagrodników, tylko 6½ łanów kmiecych, dających dziesięcinę wartości 3 grzywien do kościoła w Połańcu. Później włączono ją w skład dochód duchownych kapituły Nowemiasto Korczyn, którego częścią była parafia Połaniec. Niestety nie wchodzi w jej skład jako samodzielna wioska, a ówczesna parafia Połaniec składa się wówczas z takich oto wiosek: Połaniec, Ostrow, Zawada, Gliny Wielkie, Gliny Małe, Rybitwy, Okrągła, Brzozowa, Ruszcza, Zdzieci, Zrębin, Luszyca, Tursko Małe, Ruda, Rudniki, Szczeka i Kłoda.

Archidiaconatus Sandomiriensis. Praepositura Wisliciensis.
(...) Altare in ecclesia Schidloviensi.
Parochia G a w l u s c h o w y c z e in declivitate montis Sancto Adalberto martyri dicatam. (...) Villae parochiales: Gawluschowicze, Klyschow, Brzesczye, Klyschowska Wolya, Krzemyenicza, Kamblow, Zaduschnyky, Nyekurza, Zdakow, Dzyewyanthlye, Sczukomlothi, Byelsch navigium de Zdakow,.
(...) Ecclesiae parochialis in Gawluschowicze tituli Sancti Adalberti martyris per Christinum de Obichow haeredem super certis decimis, fundis, et aliis proventibus edotatio et erectio facta 1215. (...) Fundus super decimam praedialem alternatem in Klyszow.
Habet has villas ad ecclesiam parochialem pertinentes: Gawluszowycze, Dzyewyanthlye, Klyszow, Zdakow, Nyekurza, Szczukomlothy, Zadusznyky, Kablow, Borky, Brzeszczye, Krzemyenicza et Wolycza,
NYEKURZA, villa sub parochia de G a w l u s c h o w i c z e sita, cuius proprietas ad episcopum Cracoviensem pertinet, iuxta fluvium V i s l a iacens. In qua sunt sex cum medio lauei cmethonales, de quibus omnibus solvitur et conducitur decima manipularis et canapalis, pro ecclesia in P o l a n y e c z, et valor eius aestimatur ad tres marcas. Item non est ibi praedium, nec taberna, nec hortulania,
(...) Praebenda Novae Civitatis.
Parochia P o l a n y e c z in declivitate montis Sancto Martino pontifici et confessori glorioso dicatam. (...) Villae parochiales: Polanyecz, Ostrow, Zawada, Glini Maior, Glini Minor, Ribithwi, Okragla, Brzozowa, Ruscze, Zdzyecz, Zdrzambyn, Lyuschicza, Tursko Minor, Ruda, Rudniky, Sczeka et Cloda,
(...) Niekurza, villa sub parochial de Niekrasów,.

Joannis Długosz, Liber beneficiorum dioecesis Cracoviensis, tomus II.

Była wsią biskupstwa krakowskiego w województwie sandomierskim w ostatniej ćwierci XVI wieku. Według regestru poborowego z 1578 roku Niekurza, nadal jest częścią dóbr biskupów krakowskich, którzy odprowadzali tu (dziesięcinę) od 13 osadników z 4 łanów, 6 zagrodników z rolą, 5 komorników, 2 ubogich oraz 1 rzemieślnika.

II. Palatinatus Sandomiriensis. 1. Districtus Sandomiriensis an. 1578. Par. Galuszowycze.
Niekurza, rev. episcopi Cracoviensis, col. 13 in lan. 4, hort. 6, inq. 5, paup. 2, artif. 1,.

Adolf Pawiński, Małopolska, t. III.

Wieś wymieniana w Słowniku geograficznym Królestwa Polskiego i innych krajów słowiańskich pod koniec XIX wieku.

NIEKURZA, wieś, nad rzeką Wisłą, powiat sandomierski, gmina Tursko, parafia Niekrasów, odległość od Sandomierza wiorst 36; domów 57, mieszkańców 330, ziemi folwarcznej 2 morgi, ziemi włościańskiej 421 mórg. W 1827 roku było (tu) domów 47, mieszkańców 297. Według Liber Beneficiorum Długosza (II, 451), Niekurza wieś, w parafii Gawłuszowice, należała do dóbr biskupów krakowskich. Niebyło tu ni folwarku, ni karczmy, ni zagrodników, tylko 6½ łanów kmiecych, dających dziesięcinę do Połańca.

Bronisław Chlebowski, Słownik geograficzny Królestwa Polskiego i innych krajów słowiańskich, t. VII.

Na podstawie ww. informacji z 1886 roku – Niekurza, to wieś nad rzeką Wisłą w ówczesnym powiecie sandomierskim, w ówczesnej gminie Tursko, ale wtedy już w parafii Niekrasów. Leży w odległości 36 wiorst od Sandomierza. Ma 57 domów, 330 mieszkańców, 2 morgi ziemi folwarcznej i 421 mórg ziemi włościańskiej. W 1873 roku jako część dóbr Tursko Wielkie, Niekurza ma 62 osady mieszkalne, z gruntem 421 mórg; a pozostałe wsie tych dóbr to: Tursko Wielkie z 42 osadami mieszkalnymi, z gruntem 342 mórg; Tursko Małe z 60 osadami mieszkalnymi, z gruntem 547; Strużki z 12 osadami mieszkalnymi, z gruntem 96 mórg; Rudniki z 32 osadami mieszkalnymi, z gruntem 568 mórg; Zawada z 12 osadami mieszkalnymi, z gruntem 202 mórg; Okrągła z 20 osadami mieszkalnymi, z gruntem 380 mórg; Pióry z 6 osadami mieszkalnymi, z gruntem 116 mórg; Wymysłów z 13 osadami mieszkalnymi, z gruntem 112 mórg; Matyaszów z 26 osadami mieszkalnymi, z gruntem 321 mórg; Łużyca z 9 osadami mieszkalnymi, z gruntem 258 mórg i Antonówka z 3 osadami mieszkalnymi, z gruntem 49 mórg. Z kolei w 1827 roku było tu 47 domów i 297 mieszkańców.
W 1886 roku ówczesna parafia Niekrasów należała do ówczesnego dekanatu sandomierskiego (ale dawniej jeszcze do dekanatu staszowskiego) i liczyła wówczas 2230 dusz.
Niekurza w 1867 roku wchodziła w skład gminy Tursko, z urzędem gminy w Strużkach. Sądem okręgowym dla gminy był IV Sąd Okręgowy w Staszowie (tam też była stacja pocztowa). Gmina miała 8781 mórg rozległości ogółem (w tym 5083 mórg włościańskich) i 4613 mieszkańców (w tym 1,4 proc. pochodzenia żydowskiego, tj. 63 żydów). W skład gminy wchodziły jeszcze: Antoszówka, Dąbrowa, Luszyca, Matyaszów, Nakol, Niekrasów, Okrągła, Ossala, Pióry, Rudniki, Szwagrów, Strużki, Sworoń, Trzcianka, Tursko Małe, Tursko Wielkie, Tursko Wola, Zaduska Kępa i Zawada.
Współcześnie w ujęciu Piotra Barańskiego w jego książce Miasto i Gmina Osiek z 1999 roku.

W gminie. (...) Niekurza.
Wieś położona nad Wisłą. Założona prawdopodobnie w XIII wieku. W pobliżu wsi Zawada (dziś Zawada nie istnieje), w czasie budowy Elektrowni (Połaniec) odkryto ślady osadnictwa średniowiecznego. Znajdowała się tu przeprawa przez Wisłę, z której korzystano w czasie powstania kościuszkowskiego, listopadowego, II wojny światowej. Podczas wielkiej powodzi w 1934 roku, Wisła przerwała wały ochronne i zalała dolinę aż po Sandomierz. Pamiątką pozostała nazwa powstałego wówczas zbiornika wodnego ”Wyrwany Dół”. Z tą powodzią związana jest budowa nowych wałów ochronnych. W tym czasie mieszkańcy postawili przydrożną kapliczkę z figurą św. Jana (pocz. XIX w.), która przypłynęła podobno w czasie powodzi i zatrzymała się na niewielkim pagórku wystającym z opadających wód. Ludzie dostrzegli w tym znak od Boga i w podzięce za ocalenie zbudowali cokół, a na nim kapliczkę, w której umieszczono figurkę św. Jana. Wieś przebudowana, najwcześniej w gminie otrzymała połączenie PKS z Sandomierzem, Staszowem i Połańcem. Piękna, tonąca w zieleni nadwiślańskich drzew, zarośli i sadów. Wiosną i latem rozciągają się wokół łany zbóż. W oddali widać lasy turskie i największy w regionie zakład pracy, Elektrownię Połaniec,.

Piotr Barański, Miasto i Gmina Osiek.

## Demografia
Współczesna struktura demograficzna wioski Niekurza na podstawie danych z lat 1995–2009 według roczników GUS-u, z prezentacją danych z 2002 roku:

| WYSZCZEGÓLNIENIE | WYSZCZEGÓLNIENIE | WYSZCZEGÓLNIENIE | WYSZCZEGÓLNIENIE | WYSZCZEGÓLNIENIE | J. m.       | POPULACJA MIESZKAŃCÓW (w przedziałach wiekowych w 2002 roku) | POPULACJA MIESZKAŃCÓW (w przedziałach wiekowych w 2002 roku) | POPULACJA MIESZKAŃCÓW (w przedziałach wiekowych w 2002 roku) | POPULACJA MIESZKAŃCÓW (w przedziałach wiekowych w 2002 roku) | POPULACJA MIESZKAŃCÓW (w przedziałach wiekowych w 2002 roku) | POPULACJA MIESZKAŃCÓW (w przedziałach wiekowych w 2002 roku) | POPULACJA MIESZKAŃCÓW (w przedziałach wiekowych w 2002 roku) | POPULACJA MIESZKAŃCÓW (w przedziałach wiekowych w 2002 roku) | POPULACJA MIESZKAŃCÓW (w przedziałach wiekowych w 2002 roku) | POPULACJA MIESZKAŃCÓW (w przedziałach wiekowych w 2002 roku) |
| WYSZCZEGÓLNIENIE | WYSZCZEGÓLNIENIE | WYSZCZEGÓLNIENIE | WYSZCZEGÓLNIENIE | WYSZCZEGÓLNIENIE | J. m.       | OGÓŁEM                                                       | 0-9                                                          | 10-19                                                        | 20-29                                                        | 30-39                                                        | 40-49                                                        | 50-59                                                        | 60-69                                                        | 70-79                                                        | 80 +                                                         |
| ---------------- | ---------------- | ---------------- | ---------------- | ---------------- | ----------- | ------------------------------------------------------------ | ------------------------------------------------------------ | ------------------------------------------------------------ | ------------------------------------------------------------ | ------------------------------------------------------------ | ------------------------------------------------------------ | ------------------------------------------------------------ | ------------------------------------------------------------ | ------------------------------------------------------------ | ------------------------------------------------------------ |
| I.               | OGÓŁEM           | OGÓŁEM           | OGÓŁEM           | OGÓŁEM           | os.         | 259                                                          | 32                                                           | 40                                                           | 29                                                           | 37                                                           | 32                                                           | 17                                                           | 29                                                           | 29                                                           | 14                                                           |
| I.               | —                | odsetek          | odsetek          | odsetek          | %           | 100                                                          | 12,3                                                         | 15,4                                                         | 11,2                                                         | 14,3                                                         | 12,4                                                         | 6,6                                                          | 11,2                                                         | 11,2                                                         | 5,4                                                          |
| I.               | 1.               | WEDŁUG PŁCI      | WEDŁUG PŁCI      | WEDŁUG PŁCI      | WEDŁUG PŁCI | WEDŁUG PŁCI                                                  | WEDŁUG PŁCI                                                  | WEDŁUG PŁCI                                                  | WEDŁUG PŁCI                                                  | WEDŁUG PŁCI                                                  | WEDŁUG PŁCI                                                  | WEDŁUG PŁCI                                                  | WEDŁUG PŁCI                                                  | WEDŁUG PŁCI                                                  | WEDŁUG PŁCI                                                  |
| I.               | 1.               | A.               | Mężczyzn         | Mężczyzn         | os.         | 128                                                          | 19                                                           | 18                                                           | 14                                                           | 22                                                           | 17                                                           | 8                                                            | 9                                                            | 15                                                           | 6                                                            |
| I.               | 1.               | A.               | —                | odsetek          | %           | 49,4                                                         | 7,3                                                          | 6,9                                                          | 5,4                                                          | 8,5                                                          | 6,6                                                          | 3,1                                                          | 3,5                                                          | 5,8                                                          | 2,3                                                          |
| I.               | 1.               | B.               | Kobiet           | Kobiet           | os.         | 131                                                          | 13                                                           | 22                                                           | 15                                                           | 15                                                           | 15                                                           | 9                                                            | 20                                                           | 14                                                           | 8                                                            |
| I.               | 1.               | B.               | —                | odsetek          | %           | 50,6                                                         | 5                                                            | 8,5                                                          | 5,8                                                          | 5,8                                                          | 5,8                                                          | 3,5                                                          | 7,7                                                          | 5,4                                                          | 3,1                                                          |

Rysunek 1.1 Piramida populacji — struktura płci i wieku wioski
| I. | OGÓŁEM | OGÓŁEM  | OGÓŁEM            | OGÓŁEM            | OGÓŁEM            | os.     | 259     | 128     | 131     |         |         |         |         |         |         |         |         |         |         |         |
| I. | —      | odsetek | odsetek           | odsetek           | odsetek           | %       | 100     | 49,4    | 50,6    |         |         |         |         |         |         |         |         |         |         |         |
| I. | 1.     | W WIEKU | W WIEKU           | W WIEKU           | W WIEKU           | W WIEKU | W WIEKU | W WIEKU | W WIEKU | W WIEKU | W WIEKU | W WIEKU | W WIEKU | W WIEKU | W WIEKU | W WIEKU | W WIEKU | W WIEKU | W WIEKU | W WIEKU |
| I. | 1.     | A.      | Przedprodukcyjnym | Przedprodukcyjnym | Przedprodukcyjnym | os.     | 70      | 36      | 34      |         |         |         |         |         |         |         |         |         |         |         |
| I. | 1.     | A.      | —                 | odsetek           | odsetek           | %       | 27      | 13,9    | 13,1    |         |         |         |         |         |         |         |         |         |         |         |
| I. | 1.     | B.      | Produkcyjnym      | Produkcyjnym      | Produkcyjnym      | os.     | 120     | 65      | 55      |         |         |         |         |         |         |         |         |         |         |         |
| I. | 1.     | B.      | —                 | odsetek           | odsetek           | %       | 46,3    | 25,1    | 21,2    |         |         |         |         |         |         |         |         |         |         |         |
| I. | 1.     | B.      | a.                | mobilnym          | mobilnym          | os.     | 83      | 46      | 37      |         |         |         |         |         |         |         |         |         |         |         |
| I. | 1.     | B.      | a.                | —                 | odsetek           | %       | 32,1    | 17,8    | 14,3    |         |         |         |         |         |         |         |         |         |         |         |
| I. | 1.     | B.      | b.                | niemobilnym       | niemobilnym       | os.     | 37      | 19      | 18      |         |         |         |         |         |         |         |         |         |         |         |
| I. | 1.     | B.      | b.                | —                 | odsetek           | %       | 14,2    | 7,3     | 6,9     |         |         |         |         |         |         |         |         |         |         |         |
| I. | 1.     | C.      | Poprodukcyjnym    | Poprodukcyjnym    | Poprodukcyjnym    | os.     | 69      | 27      | 42      |         |         |         |         |         |         |         |         |         |         |         |
| I. | 1.     | C.      | —                 | odsetek           | odsetek           | %       | 26,7    | 10,4    | 16,3    |         |         |         |         |         |         |         |         |         |         |         |

## Geografia
Współrzędne geograficzne obecnej wioski Niekurza zostały wyśrodkowane względem starego podziału; utrwalonego w świadomości mieszkańców z Niekurza i Glinki – przysiółek, co przedstawia tabela 1.

| Opis | Opis     | Opis     | Położenie                                 |
| ---- | -------- | -------- | ----------------------------------------- |
| 1.   | Niekurza | Niekurza | 50°26′47″N 21°23′43″E/50,446389 21,395278 |
| 1.   | a.       | Glinki   | 50°27′33″N 21°23′31″E/50,459167 21,391944 |

Wieś Niekurza położona jest 8,1 km na wschód od Połańca; 18,2 km na północ od Mielca; 19,9 km na południowy wschód od Staszowa i 25,5 km na południowy zachód od Tarnobrzega leżąc na wysokości 153 m n.p.m. Przy czym przysiółek Glinki położony jest 8 km na wschód, północny wschód od Połańca; 19,2 km na północ od Mielca; 19,1 km na wschód, południowy wschód od Staszowa i 25,2 km na południowy zachód od Tarnobrzega leżąc na wysokości 152.7 m n.p.m.

## Dawne części wsi – obiekty fizjograficzne
W latach 70. ubiegłego wieku przyporządkowano i opracowano spis lokalnych części integralnych dla Niekurzy zawarty w tabeli 1.

| Nazwa wsi — miasta        | Nazwy części wsi — miasta      | Nazwy obiektów fizjograficznych — charakter obiektu |
| ------------------------- | ------------------------------ | --- |
| I. Gromada TURSKO WIELKIE |                                | |
| 1. Niekurza               | 1. Glinki 2. Koniec 3. Rogatki | 1. Glinczańskie — pole 2. Glinki — pole 3. Kępa Rządowa — krzaki 4. Koniec — pole 5. Morgi — pole 6. Pastwiska — pole 7. Pod Wałem — pole 8. Przewóz — przewóz 9. Przymiarki — pole 10. Rogatki — pole 11. Wistki — pole 12. Za Drogą — pole 13. Za Stodołami — pole 14. Zakręcie — jezioro 15. Żabno — krzaki |

## Literatura
- Barański Piotr: Miasto i Gmina Osiek. Wyd. I. Krosno: Oficyna Wydawnicza „APLA”, 1999. ISBN 83-88065-14-9. Brak numerów stron w książce
- Bielec Jan (red.), Szwałek Stanisława: Wykaz urzędowych nazw miejscowości w Polsce. Ministerstwo Administracji, Gospodarki Terenowej i Ochrony Środowiska. T. II: K – P. Warszawa: GUS, 1981. Brak numerów stron w książce
- Długosz Joannis senioris canonici cracoviensis: Liber beneficiorum dioecesis Cracoviensis. Nunc primum e codice autographo editus. Tomus II: Ecclesia parochiales. W: Długosz Joannis senioris canonici Cracoviensis: Opera omnia. Cura Alexandri Przezdziecki edita. Tomus VIII. Cracoviae: Ex Typographia Kirchmajeriana, MDCCCLXIV (1864). Brak numerów stron w książce
- Kaczmarek Leon (red. nauk. zeszytu), Taszycki Witold (red. nauk. wyd.): Urzędowe Nazwy miejscowości i obiektów fizjograficznych. 33. Powiat staszowski województwo kieleckie. Komisja ustalania nazw miejscowości i obiektów fizjograficznych (do użytku służbowego). Z: 33. Warszawa: Urząd Rady Ministrów. Biuro do Spraw Prezydiów Rad Narodowych, 1970. Brak numerów stron w książce
- Sulimierski Filip (red. naczelny), Chlebowski Bronisław (red.), Walewski Władysław (red.): Słownik geograficzny Królestwa Polskiego i innych krajów słowiańskich. Nakładem Władysława Walewskiego. T. VII. Warszawa: Druk „WIEKU” Nowy-Świat Nr. 61, 1886. Brak numerów stron w książce
- Sulimierski Filip (red. naczelny), Chlebowski Bronisław (red.): Słownik geograficzny Królestwa Polskiego i innych krajów słowiańskich. Nakładem Władysława Walewskiego do końca tomu X. Od tomu XI, z zasiłku Kasy pomocy dla osób pracujących na polu naukowem imienia D-ra Mianowskiego. T. XII. Warszawa: Druk „WIEKU” Nowy-Świat Nr. 61, 1892. Brak numerów stron w książce
- Sulimierski Filip (red. naczelny), Chlebowski Bronisław (red.), Krzywicki Józef (współudział): Słownik geograficzny Królestwa Polskiego i innych krajów słowiańskich. Nakładem Władysława Walewskiego do końca tomu X. Od tomu XI, z zasiłku Kasy pomocy dla osób pracujących na polu naukowem imienia D-ra Mianowskiego. T. XV. Cz. II. Warszawa: Skład główny w Księgarni Gebethnera i Wolffa, Druk „WIEKU” Nowy-Świat Nr. 61, 1902. Brak numerów stron w książce
- Źródła dziejowe. T. XIV: Polska XVI wieku pod względem geograficzno-statystycznym opisana przez Adolfa Pawińskiego. T. III: Małopolska. Warszawa: Skład Główny w Księgarni Gebethnera i Wolffa, Druk J. Bergera, Elektoralna, Nr. 14 1886. Brak numerów stron w książce